# Bajor Királyság
A Bajor Királyság (németül: Königreich Bayern) német államalakulat volt a mai Bajorország, Saarpfalz járás és részben Rajna-vidék-Pfalz területén, amely e néven 1805–1918 között állt fenn.

## Történelem

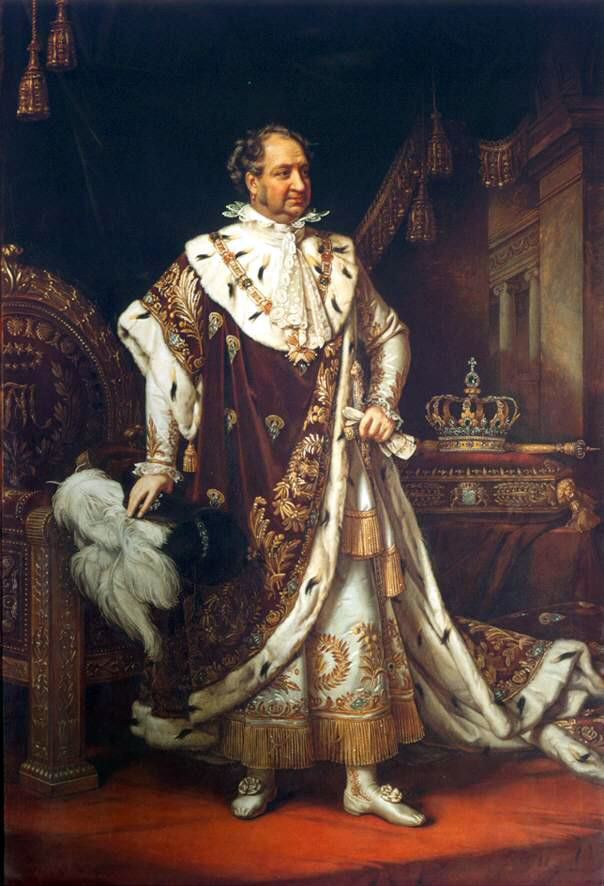
I. Miksa király

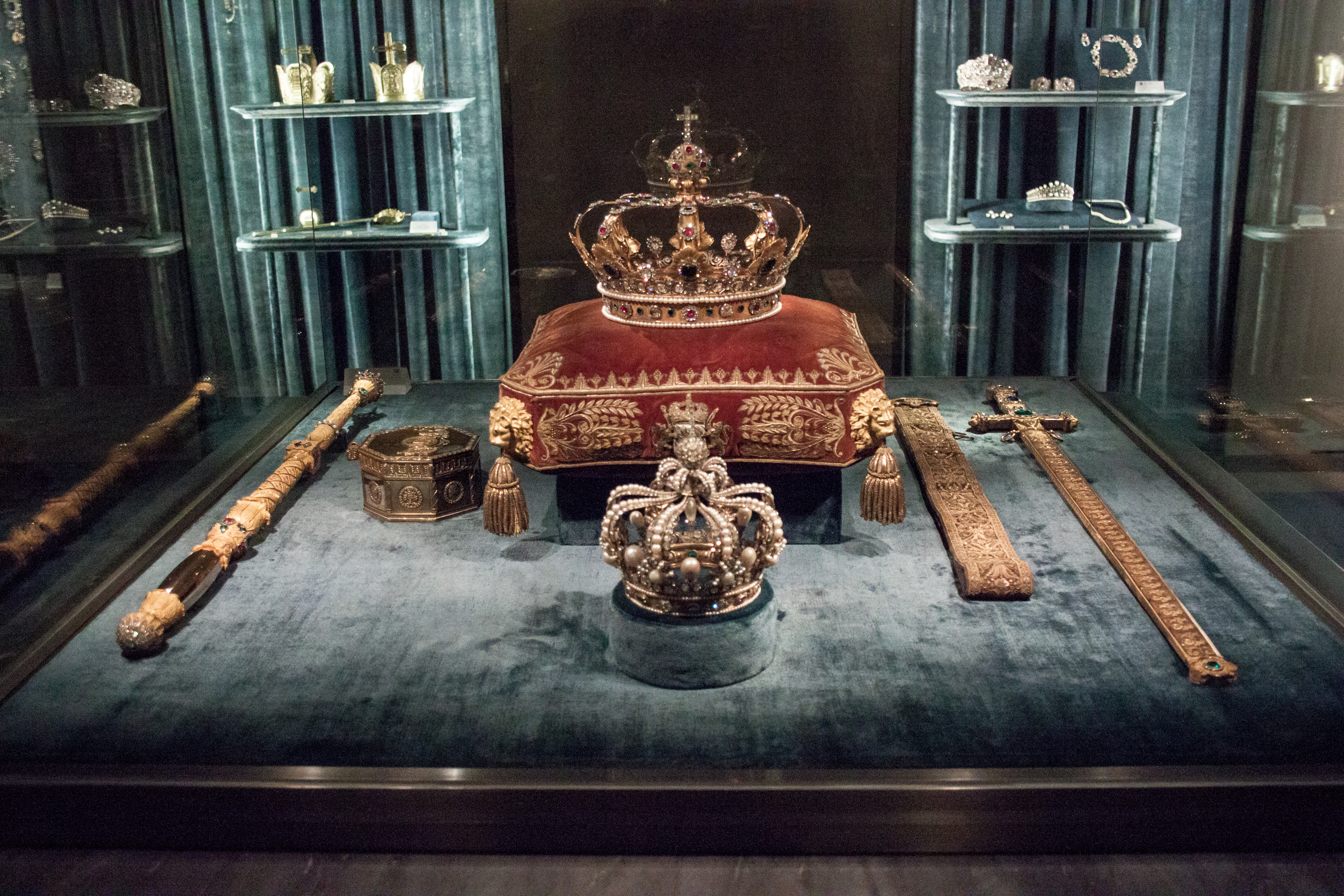
A bajor király és a királyné koronái a Münchner Residenz kincstárában

1805. december 26-án a pozsonyi békében Miksa választófejedelem – I. Napóleon császár híveként – királyi címet kapott, 1806. január 1-jén Bajorország királyává koronáztatta magát. Miután a Rajnai Szövetség (Rheinbund) tagja volt, Franciaországot támogatta 1805-ben Ausztria, majd 1806–1807-ben Poroszország és Oroszország ellen, majd 1809-ben ismét Ausztria ellen. Ennek eredményeként megszerezte Nyugat-Ausztria nagyobb részét.
A francia haderő oroszországi veresége után Miksa 1813. október 8-án, a riedi egyezmény értelmében kilépett a Rajnai Szövetségből és Ausztriával lépett szövetségre, birodalmának sértetlensége érdekében. 1814–16-ban a Nyugat-Ausztriában elfoglalt területek (Tirol, Salzburg, Inn-négyszög, Hausruck) visszaszolgáltatásáért cserébe a bécsi kongresszustól megkapta Würzburgot, és a Rajna nyugati partján, a régi Pfalzi Választófejedelemségből is visszaadott területeket.
I. Lajos király liberális nézetei közismertek voltak, így trónra lépést általános helyeslés fogadta. Lajos támogatta a görög forradalmat, és fiát, Ottót ültette Görögország trónjára, 1832-ben.
Politikája az 1830-as forradalmak (különösen a franciaországi júliusi forradalom) után egyre inkább konzervatív irányba fordult és megingott hite a demokratikus intézményekkel szemben. A király és az országgyűlés között gyakran feszült volt a viszony. Már az Öttingen-Wallerstein-kabinet (1831–37) is jobbra tolódást jelentett az ország irányításában (Az 1832-ben megrendezett Hambacher Fesztiválon kifejezésre jutott a nép elégedetlensége a sok adó és szigorú cenzúra miatt), az ezt követő, Karl von Abel vezette kormány (1837-től) pedig kifejezetten konzervatív, ultramontán (azaz a katolikus klérust támogató) politikát folytatott. Sok szekularizált kolostort visszahelyezett eredeti státusába, és megkezdte a liberális alkotmány szétzilálását. Sorra megszüntették azokat a polgárjogokat, amelyeket korábban biztosítottak a protestánsoknak.
1848-ban II. Miksa került a trónra, amikor egész Németország forradalmi lázban égett. Azt javasolta, hogy hozzák létre a két nagy konzervatív állam ellensúlyozására a kisebb területek ligáját, ezt azonban nem csak Ausztria és Poroszország ellenezte, hanem a frankfurti parlament is, amely egyetlen és egységes német állam megteremtésére törekedett. Bár Poroszország segítette Bajorországot a pfalzi felkelés leverésében, 1849-ben, Miksa nem volt hajlandó szövetségre lépni az északi állammal, sőt azzal, hogy 1849-ben Ludwig Karl Heinrich von der Pfordtent nevezte ki főminiszterévé, lényegében kinyilvánította, hogy Ausztria oldalán áll. Trónra lépésekor liberális reformokat vezetett be többek között a miniszteri felelősség intézményét. Nem volt igazi politikus alkat; a politikai élet vezetését szívesen hagyta minisztereire. 1859-ben leváltotta Pfordtent és alkotmányos minisztériumot nevezett ki.
Miksa kitartóan támogatta Augustenburgi Frigyes trónörökös herceget abban a vitában, amelyet Schleswig és Holstein hercegségek megszerzéséért folytatott. A herceg az első schleswig-holsteini háborúban (1848–1851) a németbarát felkelő hadsereget vezette Dánia ellen. A vereség után száműzték. Az 1860-as évek elején ismét fellángolt a konfliktus Dánia és Poroszország között. A bajor király agresszív álláspontját egyik európai állam sem támogatta, de Miksa meghalt, mielőtt érdemben foglalkozni tudott volna a kérdéssel. Halála után, 1864-ben a német államok katonai erőszakkal rendezték az ügyet (porosz–osztrák–dán háború).
1864-ben II. Lajos lépett a trónra. Az Ausztria és Poroszország között zajló héthetes háborúba (1866) Ausztria oldalán lépett be, majd miután az osztrákok vereséget szenvedtek, 1867-ben Poroszországgal kötött egyezséget. III. Napóleon ajánlatát, hogy hozzanak létre egy francia–osztrák–bajor szövetséget, visszautasította, és amikor kitört az 1870-1871-es porosz–francia háború, habozás nélkül Poroszország oldalára állt. Ekkor II. Lajos ismerte fel, hogy a bajor hadügyi reform is elodázhatatlan, így miniszterelnöke, Hohenlohe és Prauckh hadügyminiszter segítségével komolyan modernizálták a bajor hadsereget. 1870 decemberében Otto von Bismarck javaslatára levélben hívta fel a német hercegeket egy új Német Birodalom megalakítására. Meghívta a trónra I. Vilmos porosz királyt és felajánlotta, hogy a két uralkodó felváltva vezesse az országot.
1871-ben a többi dél-német királysághoz (Württenberg, Szászország és a vezető Poroszország) hasonlóan az újonnan megalakult Német Birodalomhoz csatolta birtokait, így Bajorország, mint független királyság megszűnt. A felváltva viselt korona elképzelése nem teljesült, mint ahogy a Bajor Királyságnak ígért területeket sem kapta meg. Mindezek miatt, valamint azért, mert belefáradt minisztereivel vívott harcába, hogy megerősíthesse az egyház hatalmát (ellenezték Lajos Vatikánhoz való közeledési törekvéseit), egyre inkább visszavonult a politikai és a társasági élettől. Az 1880-as években szinte teljesen visszavonult a közélettől és csak szenvedélyeinek élt, a zenének és az építkezéseknek. Ebből kifolyólag egyre népszerűtlenebb lett az országban.

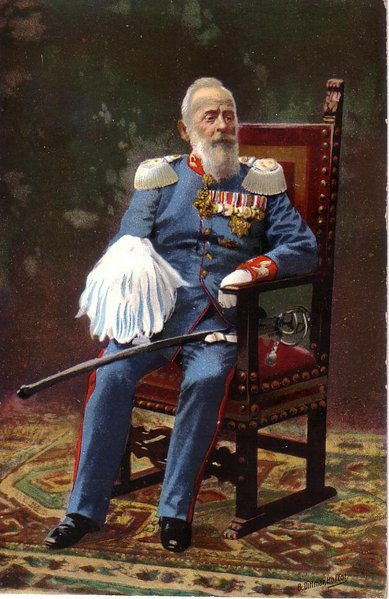
Luitpold herceg 1911-ben
Bajorország régense 1886 és 1912 között

Mikor Bajorország régense, Luitpold herceg 1912 decemberében meghalt, a fia, Lajos, átvette helyét a régensi székben, és ő irányította az országot elmebeteg unokatestvére, Ottó király helyett. 1913. november 5-én Lajos bejelentette a törvényhozásnak, hogy a régensség véget ért és Ottót lemondatta a trónról. III. Lajosként kezdte meg rövid uralkodását.
Az első világháborúban igyekezett a lehető legkisebb szerepet vállalni, bár ellenezte Erich Ludendorffnak, a német császári hadsereg tényleges irányítójának katonapolitikáját. Poroszországban vakon megbízott, többek között ezért is lépett be a háborúba. Népszerűsége egyre csökkent. A szocialista Kurt Eisner vezette bajor felkelés (1918. november 7.) teljesen váratlanul érte. III. Lajos trónjáról nem mondott le, de 1918. november 13-án polgári és katonai tisztségviselőit felmentette a neki tett hűségesküjük alól. Ezt a cselekedetét Kurt Eisner lemondásként értelmezte, és az újonnan alakult köztársaság (a Bajor Szabadállam) miniszterelnöke lett.

## Fordítás
Ez a szócikk részben vagy egészben  a   Königreich Bayern című német Wikipédia-szócikk fordításán alapul.  Az eredeti cikk szerkesztőit annak laptörténete sorolja fel. Ez a jelzés csupán a megfogalmazás eredetét és a szerzői jogokat jelzi, nem szolgál a cikkben szereplő információk forrásmegjelöléseként.